# 東方見文録
『東方見文録』（とうほうけんぶんろく）は、1988年11月10日にナツメから発売されたファミリーコンピュータ用ゲームソフト。ジャンルはアドベンチャーゲーム。タイトルは「東方見聞録」ではなく、主人公の名前である「東方見文録」を指している。

## 概要
コナミの開発者が独立して創業したナツメの第一作である。
任天堂から発売された『ふぁみこんむかし話 新・鬼ヶ島』（1987年）、『ふぁみこんむかし話 遊遊記』（1989年）と同じく、キャラクターを切り替えながら進行するコマンド選択式のアドベンチャーゲーム。主人公の東方見文録がマルコ・ポーロと共に『東方見聞録』に準えた冒険を繰り広げる内容だが、パッケージに「ニューウェーブ・サイケデリック・アドベンチャー」と銘打っている通り、狂気的で不条理なブラックコメディが展開される。
コマンドは「いどう」「みる」「はなす」「なぐる」「とる」「しらべる」「つかう」「ひとかえる（文録とマルコを切り替える）」の八種類。コマンド総当り式だが、場合によってはゲームオーバーになる事もある。
コンティニューのパスワードモードでは、入力記号にツメターガイ（オウムガイ）、ハニワーン（ハニワ）、テケテーケ（テケテケ）、眼球、プラナリマーン（プラナリア）、フジツーボ（ふじつぼ）、すっぽんが用意され、BGMとして「マイム・マイム」のアレンジバージョンが流れている。
なお、このパスワードには秘密の入力記号「三日月」が隠されており、プレイ中にそのマークを発見した旨を葉書に書いて送ると、開発者から「ハートのこもったプレゼント」（卓上カレンダー）が送られた。

## ストーリー
東方見文録（とうほうけん ぶんろく）は東南アジア大学歴史工学部旅行学科の四回生で、シルクロードにおける素粒子の分裂による時空間旅行を研究していた。文録は代々商人の家の生まれで、夢は代官山で日本一の雑貨屋を営むこと。
『東方見聞録』の記述から、当時の日本がジパングと呼ばれる黄金の国と確信した文録は、開業資金を稼ぐため、自ら開発したタイムマシンを使い憧れのマルコ・ポーロに会ってお供しようと、秋葉原で買った格安日用雑貨をリュックに山ほど詰め込み1275年のベニスへと卒業旅行に旅立つものの、到着した場面がまさにマルコの旅立ちの場面で、その時の事故と成り行きにより文録はマルコと共に旅立つこととなる。
ローマ法王となる神父デオパルトとの出会い、ペルシアにおける山の老人との戦い、バダフシャンでのバラスルビーを巡る争い、元国のフビライハーンの暗殺を企み上都でマルコたちの命をも奪おうとした大貴族アフマットへの復讐、といった波乱と苦難を経た 長い旅の末、マルコと文録はようやく大都でフビライハーンとの謁見を果たし、元軍の遠征の大船団に便乗する形でジパングに辿り着く（旅立ちから6年経過したらしい）。しかし、歴史上起こる筈の神風が起きない事を訝しんだ文録は遠隔操作でタイムマシンを暴走させ、上陸前に人為的に神風を起こした。ところが実際に時を超えてやってきたのは神風違いの神風特攻隊であり、その特攻で元軍は瞬く間に全滅。マルコも巻き添えを食って命を落としてしまう。
友ともいえたマルコを喪い、文録は失意のうちに意識を失い漂流。その末に流れ着いて目覚めた場所は日本のようであるが、奈良か京都のようでもあれば富士山らしき山もある奇妙な場所であった。そこは「時の団地」という、時に介入した者（時間犯罪、または時空侵犯。作中では「時を侵した者」）を収容する場所であった。狂気的な人々に囲まれ元の時代にも戻れず、一生をそこで過ごす羽目になった文録は発狂し、母を呼び続ける所で物語は幕を閉じる。

## 登場人物
東方見文録（ブンロク）
主人公。東南アジア大学歴史工学部旅行学科の四回生。黄金の国ジパングを目指して自作のタイムマシンで過去に跳ぶ。粗暴な性格で、誰彼構わず殴り掛かる癖がある。その反面、高い頭脳と機転の良さを持ち、様々な困難を乗り越えていく。
しかし日本に辿り着く直前、早とちりからタイムマシンで神風特攻隊を呼び出し、元軍を壊滅させると共に結果的にマルコの命まで奪ってしまう（にも拘わらず、当人はモノローグにて「御蔭で日本は元軍の侵攻を免れた」と、自分の行為を正当化していた）。それによって時を侵した罪人と見做され、「時の団地」へと流れ着いてしまい、一生そこで暮らす羽目になり、新入り歓迎パーティーと称して狂気的な住人達と一緒に無理矢理黄金風呂に入れられた事から発狂するという結末を迎える。
マルコ・ポーロ（マルコ）
もう一人の主人公。『東方見聞録』を書いたマルコ・ポーロその人。父ニコロと共にキリスト教伝授の旅に出ていたが、文禄が突然現れた事で父の腰が抜けて歩けなくなってしまった為、文録と共に旅を続ける事となる。文録とは対照的に礼儀正しい青年。
たくさんの困難をブンロクと共に乗り越えてきたが、文禄が呼び出した神風特攻隊の機銃の雨に巻き込まれ死んでしまう。
製品版での死亡演出は点滅して消えるのみだが、サンプル版においては頭が木っ端みじんに弾け飛ぶという凄惨な表現となっており、死に様を描写するテキストもより生々しいものであることが有志のゲームコレクターの検証で明らかになった。
ナレーション
このゲームのナレーション。アイコンでは「N」と一字書かれた覆面の頭巾を被った人物。しかし、本来ナレーションとは客観的に第三者の視点から物語を語るものだが、このナレーションは投げやりになったり、個人的な意見やジョークを挟むなど極めて主観的に語る。

## スタッフ
- マネージャー：KOUCHI NO NUSHI（岡崎厚詞）
- ナビゲーター：KOUCHAN（大平浩）
- プログラム：CAPTAIN TSUBOHACHI（キャプテンつぼはち）
- ヘルプ：GEGE PYU
- デザイナー：SUKEKIYO
- 音楽：HANA YAMUCHA
- サウンド・エフェクト：NOBITA
- プランニング、シナリオ 0.1.2.5：ULTRA KANSHAI（ウルトラかんさい）
- シナリオ 3.4：KONAN

## 評価
- ゲーム誌『ファミコン通信』の「クロスレビュー」では合計27点（満40点）[3]、『マル勝ファミコン』では4・6・7・6・6の合計29点（満50点）、『ファミリーコンピュータMagazine』の読者投票による「ゲーム通信簿」での評価は以下の通りとなっており、17.36点（満30点）となっている[1]。また、同雑誌1991年5月10日号特別付録の「ファミコンロムカセット オールカタログ」では「抱腹絶倒の不思議な世界」、「一般的なゲームシステムと裏腹の突拍子もないストーリーが、このゲームの売りだ。登場する人物達も、グラフィック、セリフとも大爆笑すること受け合いだ。『殺人事件の調査』に飽きてしまったアドベンチャーファンにおすすめ」であると紹介されている[1]。

| 項目 | キャラクタ | 音楽 | 操作性 | 熱中度 | お買得度 | オリジナリティ | 総合  |
| ---- | ---------- | ---- | ------ | ------ | -------- | -------------- | ----- |
| 得点 | 3.14       | 2.84 | 2.94   | 2.89   | 2.72     | 2.83           | 17.36 |

- ゲーム本『悪趣味ゲーム紀行』（1999年、マイクロデザイン出版局）では、「自称不条理カルトゲームのはるか彼方に位置するファミコンソフト」、「邪悪な『新鬼ヶ島』とでも言うのでしょうか。現在では発売不可能な程問題発言の嵐です」、「ファミコンで夢野久作的世界を貫いたこのユーザー無視の排他的な制作姿勢が実現できたのは、案外あの当時が最もゲームが『作品』足り得た時代だったのではないか」と評している[4]。

- ゲーム誌『ユーゲー』では、「『アイドル八犬伝』と並び、ナツメ=イロモノのイメージをすっかり確立してしまった史上空前の怪作」、「普通イロモノが一人いたら残りは一般人で固めるのが正統派ギャグの鉄則だが、本作はそんなこと一向にお構いなし。唯一の常識人であるマルコを除けば、主人公の文録をはじめ出てくる登場人物全員24時間ハジケっぱなし」、「シナリオの破天荒さとは裏腹に、ゲーム自体は当たり障りのないコマンド総当たり式アドベンチャー。絵柄の好き嫌いは別としても、アニメーションを多用した演出は平均点以上。場面に応じてキャラクターを切り替える『ザッピングシステム』もあり、注ぎ込まれた技術力は侮れない」と評している[5]。